# Parc national de Sagarmatha
Pour les articles homonymes, voir Sagarmatha.
Le parc national de Sagarmatha (en népalais : सगरमाथा राष्ट्रिय निकुञ्ज) est une région protégée du nord-est du Népal, dans l'anchal de Sagarmatha près de la frontière tibétaine. Il contient une partie de l'Himalaya et la partie sud du mont Everest. Ce parc fut créé le 19 juillet 1976 et fut inscrit au patrimoine mondial en 1979. Sagarmatha est le nom népalais du mont Everest qui signifie « la déesse mère du ciel » en sanskrit.
Le parc a une superficie de 1 148 km2 et se situe entre 2 845 m d'altitude à Jorsale et 8 849 m au sommet de l'Everest.

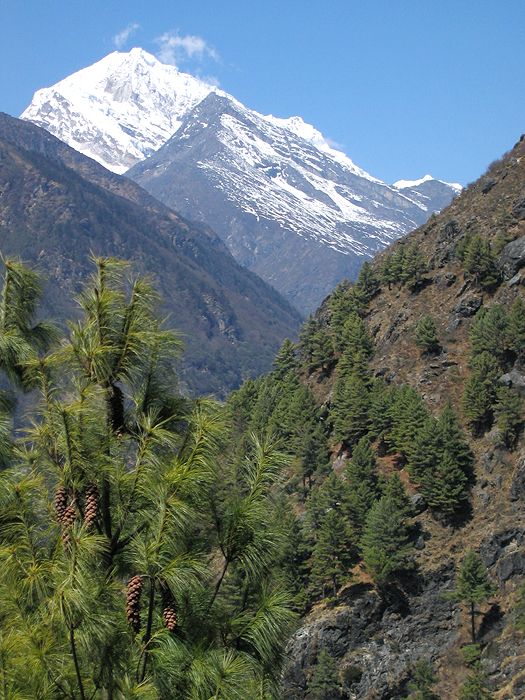
Le Tengi Ragi Tau.
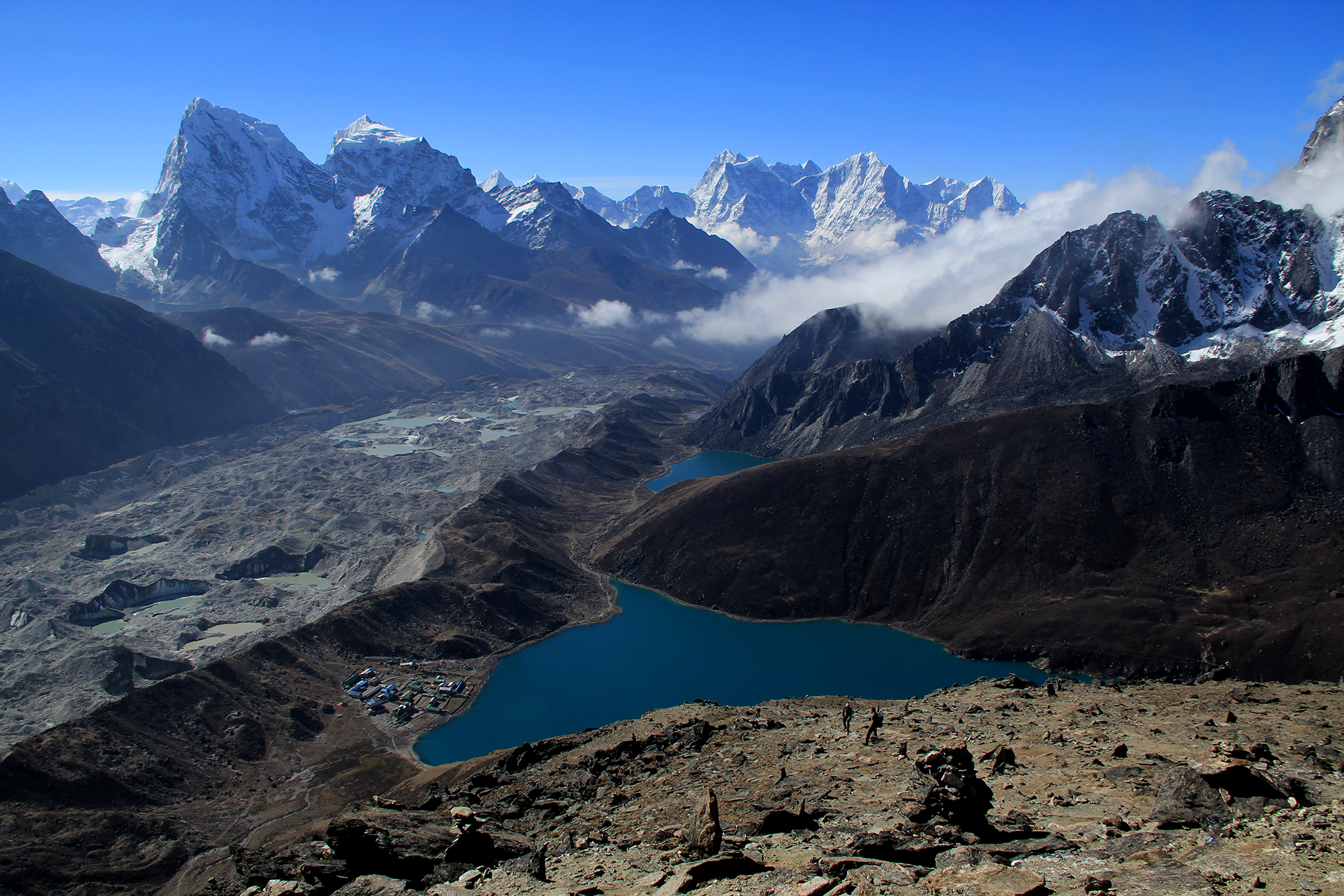
Les lacs Gokyo.
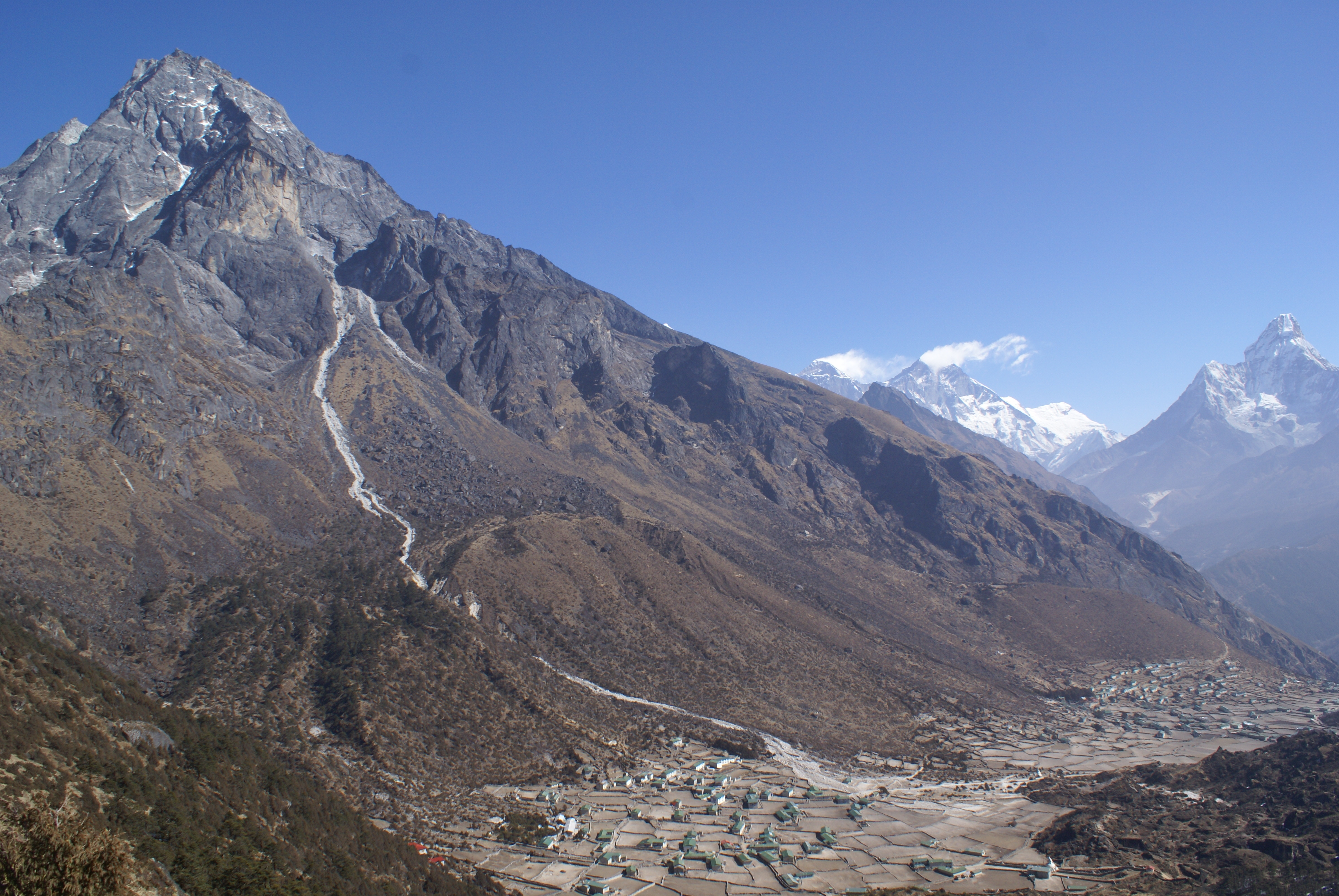
Le mont Khumbila et les villages de Khumjung et Kunde.
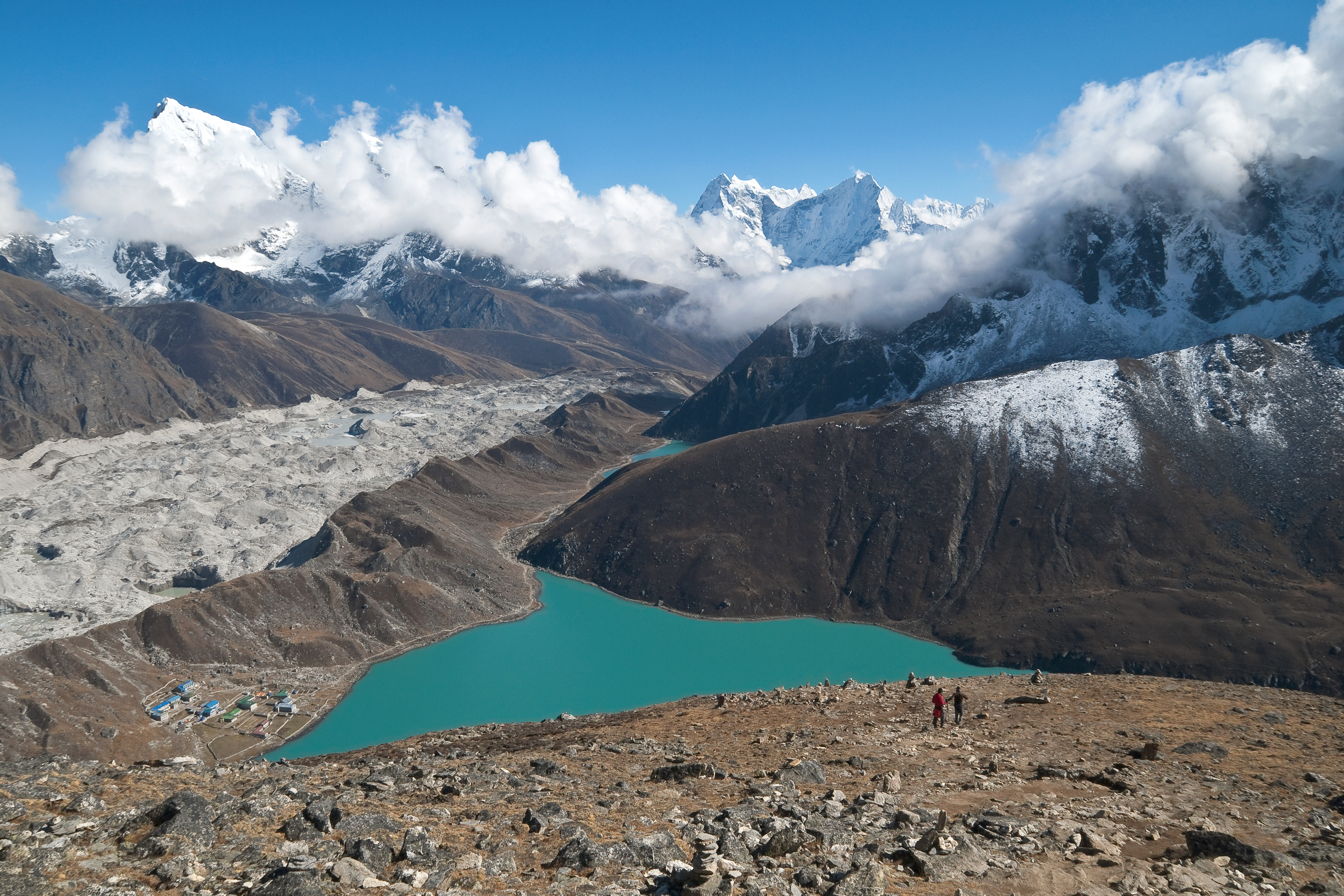
Les lacs Gokyo, dans le parc national, avec à l'horizon le Cholatse, le Tawesche et le Kangtega. Le plus haut sommet, qui est au centre de l'image, est le Kangtega à 6 782 m. Parmi les montagnes s'aperçoit également le glacier de Ngozumpa. Au bord du lac le village de Gokyo (Népal). Octobre 2009.